# Miguel Puch
Miguel Puch fue un militar argentino que combatió en la Guerra de Independencia de la Argentina, en las Guerras civiles argentinas y en la Guerra entre la Confederación Argentina y la Confederación Perú-Boliviana. Fue gobernador provisional de la provincia de Jujuy.

## Biografía
Miguel Puch nació en San Salvador de Jujuy, Jujuy, en 1804, hijo de Alberto Puch y de Brígida Josefa Velázquez. Era pariente del general salteño Manuel Puch.
Joven aún se alistó en las milicias durante la Guerra de Independencia de la Argentina. 
Fue ascendido a capitán por Martín Miguel de Güemes en 1821.
Como comandante del escuadrón "Argentinos" luchó en la batalla de Castañares el 13 de diciembre de 1834, combate que aseguró la autonomía de su provincia frente a la de Salta.
Fue diputado por el departamento de Perico ante la Junta General Constituyente de 1835.
Ese mismo año encabezó la contrarrevolución contra Eustaquio Medina, quien había depuesto al gobernador Fermín de la Quintana. Tras vencerlo en el combate de La Tablada el 17 de enero de 1836 tomó la capital y tras ser electo al siguiente día como gobernador provisional, emitió un bando público asegurando a todos los ciudadanos el pleno goce de sus derechos y garantizándoles la libertad en el ejercicio de la opinión públicas.
Encabezó luego una campaña al departamento de Río Negro, epicentro del poder de Medina, a quien venció nuevamente en el combate de San Pedro el 3 de febrero de 1836, lo que obligó a Medina a refugiarse en Salta. Finalmente, Alejandro Heredia invadiría Jujuy el 21 de marzo derrotando a Puch en el combate de Río Pasaje y reponiendo a Medina en el gobierno.
Puch sirvió como ayudante del Estado Mayor durante la Guerra entre la Confederación Argentina y la Confederación Perú-Boliviana. Luchó en el combate de Santa Bárbara, unos 4 km al norte de Humahuaca, donde las fuerzas de la Confederación Argentina al mando de Felipe Heredia derrotaron a las bolivianas comandadas por Fernando María Campero Barragán.
Puch fue diputado por Humahuaca ante la Legislatura provincial en 1840.
Falleció en 1844.
Había casado con Dolores Quintana del Portal, hija de Manuel Quintana Urriola y Rosa Valeriana Del Portal Frías.